# Maesobotrya longipes
Maesobotrya longipes là một loài thực vật có hoa trong họ Diệp hạ châu. Loài này được (Pax) Hutch. mô tả khoa học đầu tiên năm 1912.